# 야율아리
북요 유황제 야율아리(北遼 幽皇帝 耶律雅里, 1075년 6월 5일 혹은 1094년 ~ 1123년)는 북요의 3대 황제(1123년 5월 8일 ~ 10월)이며 천조제의 차남이며 야율정의 형이다. 자는 살란(撒鸞)이다. 양왕(梁王)으로도 불린다.
소원비(蕭元妃) 소생으로 천조제의 정비 소황후의 자매였다. 1123년 야율정이 사망했으나 5월 천조제에게 절망한 야율대석 등 요나라 대신들은 야율아리를 새 황제로 추대했다. 1123년 5월 8일에 즉위했으며 연호를 신력(神歷)이라 했다.
같은 해 10월에 30세의 나이로 죽었다.
| 전임 북요 은제 | 제3대 북요의 황제 1123년 | 후임 북요 영종 |